# Oreochromis pangani
Oreochromis pangani es una especie de peces de la familia Cichlidae en el orden de los Perciformes.

## Subespecies
- Oreochromis pangani girigan (Lowe), 1955
- Oreochromis pangani pangani (Lowe), 1955